# Francisco Javier Sanabria Valderrama

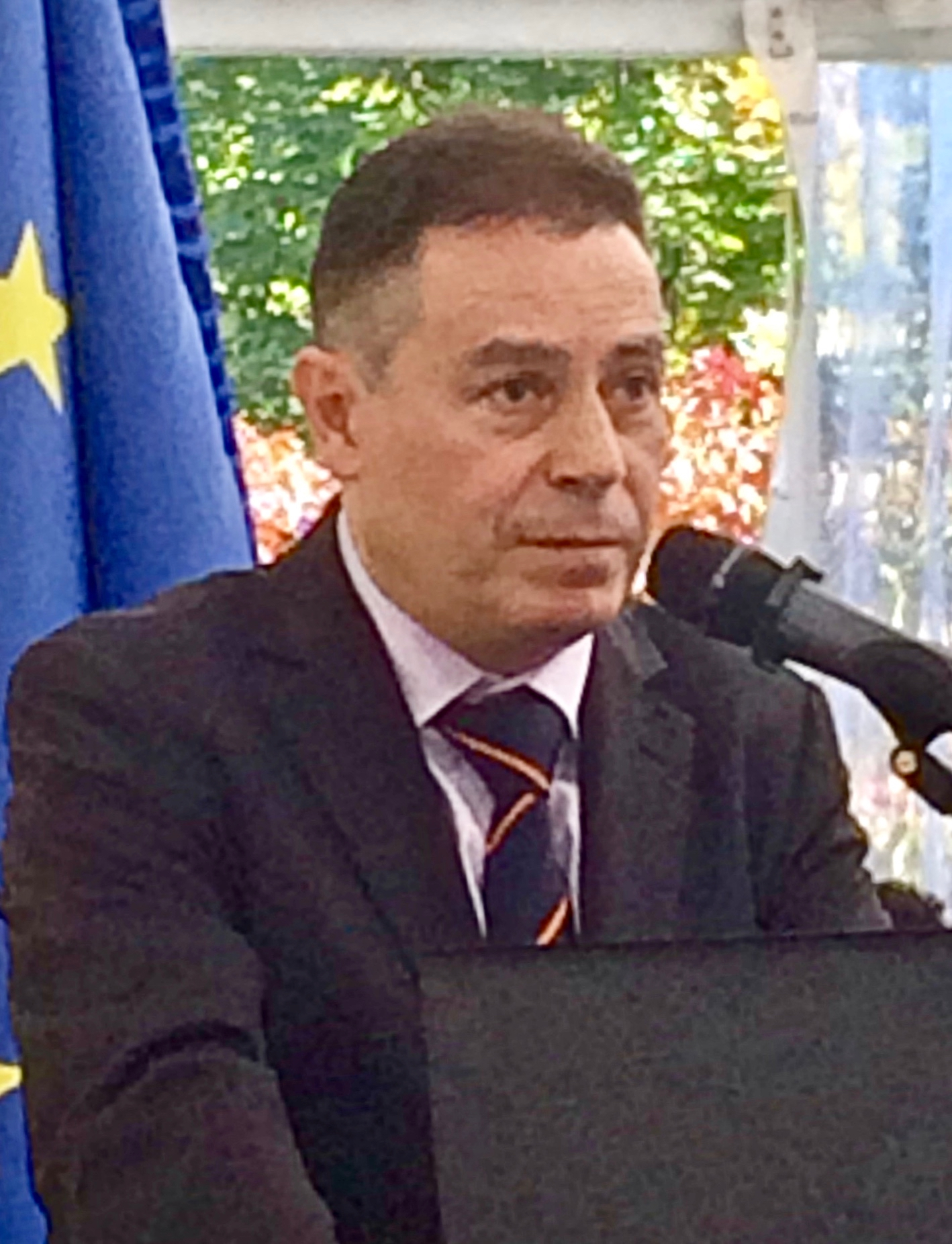
Francisco Javier Sanabria Valderrama (2018)

Francisco Javier Sanabria Valderrama (ur. 1962 w Calatayud (Saragossa)) – hiszpański dyplomata, w latach 2017-2022 ambasador w Polsce.

## Życiorys
Z wykształcenia jest prawnikiem. W 1989 rozpoczął karierę w dyplomacji. Pełnił funkcję radcy Ambasady Hiszpanii w Ekwadorze, asesora w Gabinecie Sekretarza Stanu ds. Współpracy Międzynarodowej, radcy Stałego Przedstawicielstwa Hiszpanii w Unii Europejskiej oraz drugim szefem w Ambasadzie Hiszpanii w Republice Czeskiej. Był również zastępcą dyrektora generalnego ds. Sprawiedliwości w Unii Europejskiej oraz organizacjach międzynarodowych w Ministerstwie Sprawiedliwości oraz radcą w Stałym Przedstawicielstwie Hiszpanii wobec Narodów Zjednoczonych. Od roku 2015 był dyrektorem generalnym Narodów Zjednoczonych i Praw Człowieka. Swoje urzędowanie jako Ambasador Królestwa Hiszpanii w Polsce rozpoczął 10 stycznia 2018 podczas ceremonii złożenia listów uwierzytelniających.